# Jongsong Peak
Jongsong Peak är en bergstopp i Indien på gränsen till Kina och Nepal. Den ligger i den nordöstra delen av landet, 1 100 km öster om huvudstaden New Delhi. Toppen på Jongsong Peak är 7 462 meter över havet.
Den högsta punkten i närheten är Kangchenjunga, 8 586 meter över havet, söder om Jongsong Peak. Trakten runt Jongsong Peak är permanent täckt av is och snö.